# Dulac Cinémas
Dulac Cinémas (précédemment Les Écrans de Paris) est une société cinématographique française constituée d'un circuit de cinq cinémas indépendants représentant treize écrans et 2 300 fauteuils à Paris.
Les cinq cinémas sont L'Arlequin, le Reflet Médicis, L'Escurial, le Majestic Bastille et le Majestic Passy. Ces cinémas sont membres des Cinémas indépendants parisiens (CIP) et la société est renommée en 2020 du nom de sa société-mère.

## Historique
La société Les Écrans de Paris est créée en 1994 par la société de distribution de films BAC Films, qui entreprend à cette époque de créer un nouveau circuit de salles. Dans la foulée sont (ré)ouverts le Majestic Passy en 1994 et le Majestic Bastille en 1995.
À la suite des graves difficultés financières du groupe Bac Majestic au début des années 2000, Les Écrans de Paris sont repris en 2001 par la productrice Sophie Dulac, fille du poète Michel Rachline et petite-fille du fondateur de l’agence Publicis, Marcel Bleustein-Blanchet.
En 2011, la société réalise un total de plus de 800 000 entrées annuelles.
Ces salles, classées art et essai, sont consacrées aux films d'auteur, excepté le Majestic Passy, dernier cinéma du 16e arrondissement de Paris, qui s'oriente vers une programmation plus grand public et diversifiée.
En 2020, dans le contexte de la pandémie de Covid-19 qui laisse planer une très forte menace sur la survie des salles de cinéma qui ont dû fermer pour des raisons sanitaires, Les Écrans de Paris prennent le nom de leur société-mère et deviennent Dulac Cinémas,.
En septembre 2022, Dulac Cinémas présente Kaléidoscope, sa première saison culturelle  allant du cinéma à la photographie, de la musique au jeu vidéo, des conférences aux ciné-clubs.
En parallèle, Dulac Cinémas propose une carte d'abonnement qui vise à démocratiser l'accès au cinéma avec un accès à 5,9 euros la place.

## Activités culturelles
Le réseau développe de très nombreuses manifestations culturelles autour du cinéma, comme des ciné-clubs, des rétrospectives, des festivals (Festival cinéma et droits humains, Festival du cinéma allemand, Regards de Russie, Festival du cinéma colombien, Festival du cinéma israélien de Paris, Festival du film de fesses, Festival du cinéma brésilien, etc.) ou des soirées à thème.
En 2019, Les Écrans de Paris lancent « Toute première fois », un rendez-vous itinérant qui a lieu dans tous les cinémas du circuit et dont l'objet est de revenir avec les cinéastes sur leur premier long métrage de cinéma.
Chaque mois est édité un magazine, Le Mini-Mag, qui fait mention des événements et de la programmation du réseau. En mai 2021, le magazine prend le nom de Cinéma5, avec des nouvelles rubriques telles que « Le film du mois », « L'œil du critique », « Entretien » ou encore « La page du cinéphile joueur » avec des mots-croisés.
Le 14 mai 2021, en pleine pandémie de Covid-19, Dulac Cinéma publie le recueil en lecture libre Pourquoi les cinémas sont essentiels avec 44 artistes mobilisés pour exprimer selon eux l'importance des salles de cinéma.

Les cinq salles de Dulac Cinéma
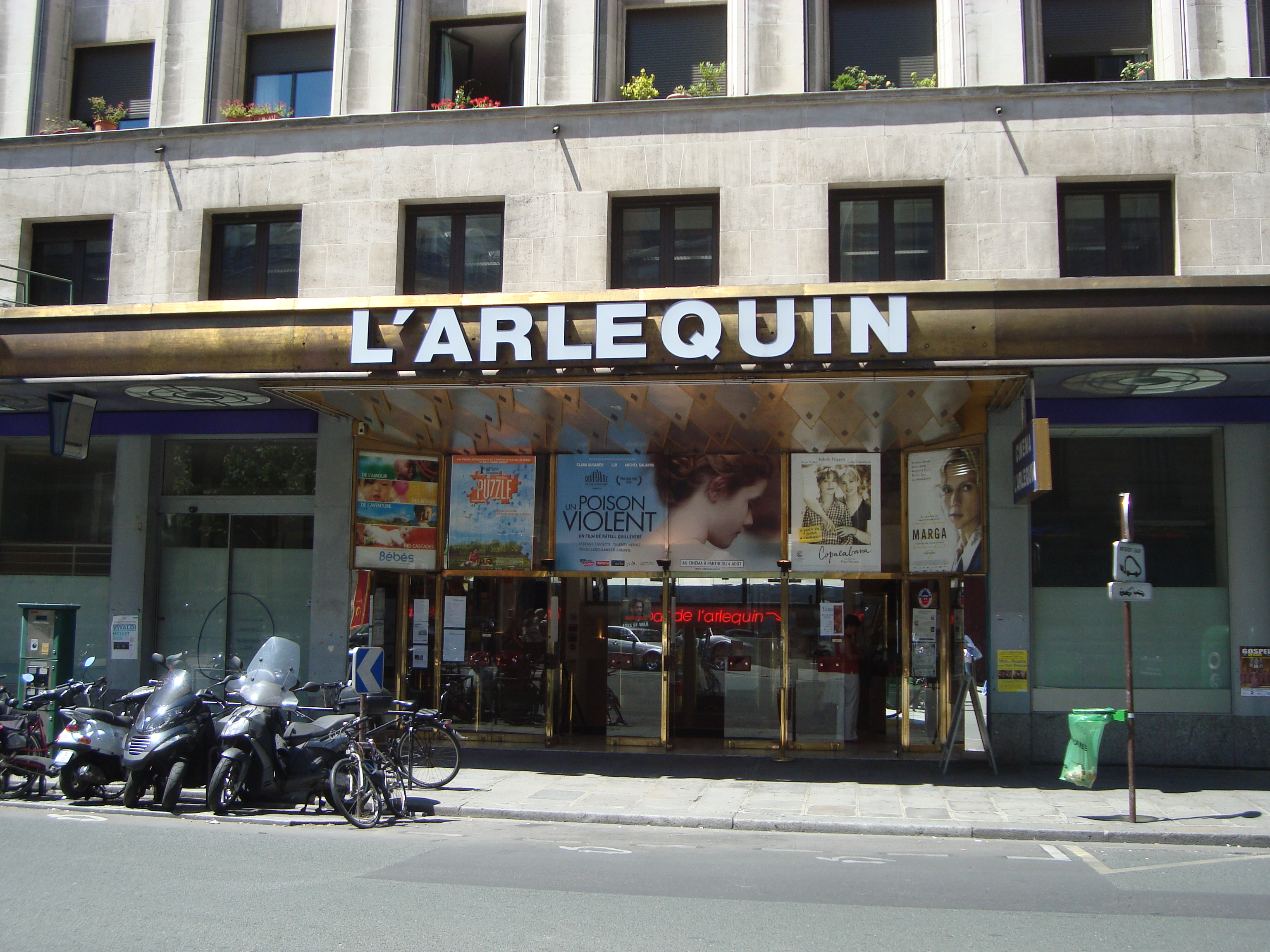
L'Arlequin en 2010.
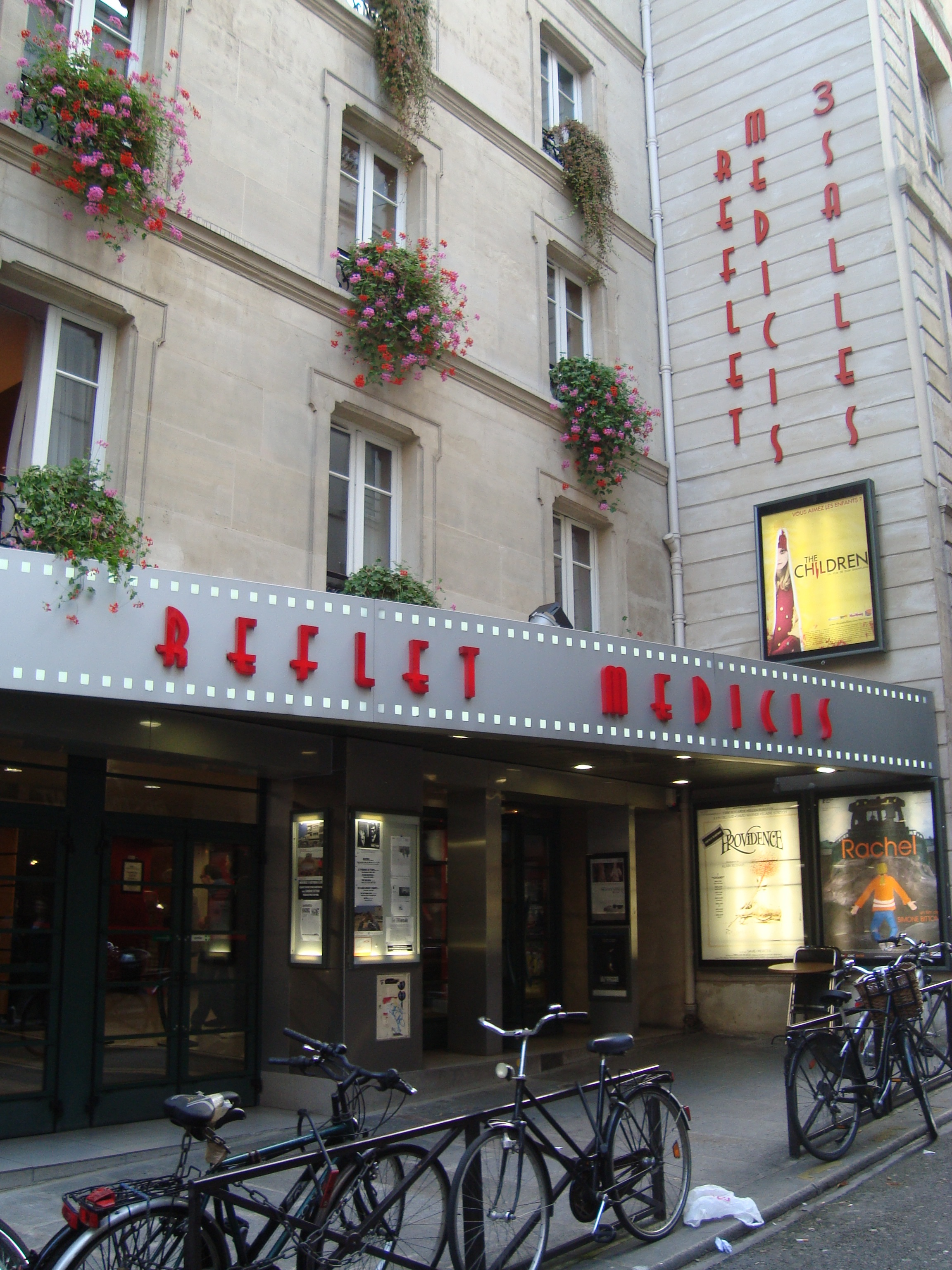
Le Reflet Médicis en 2009.
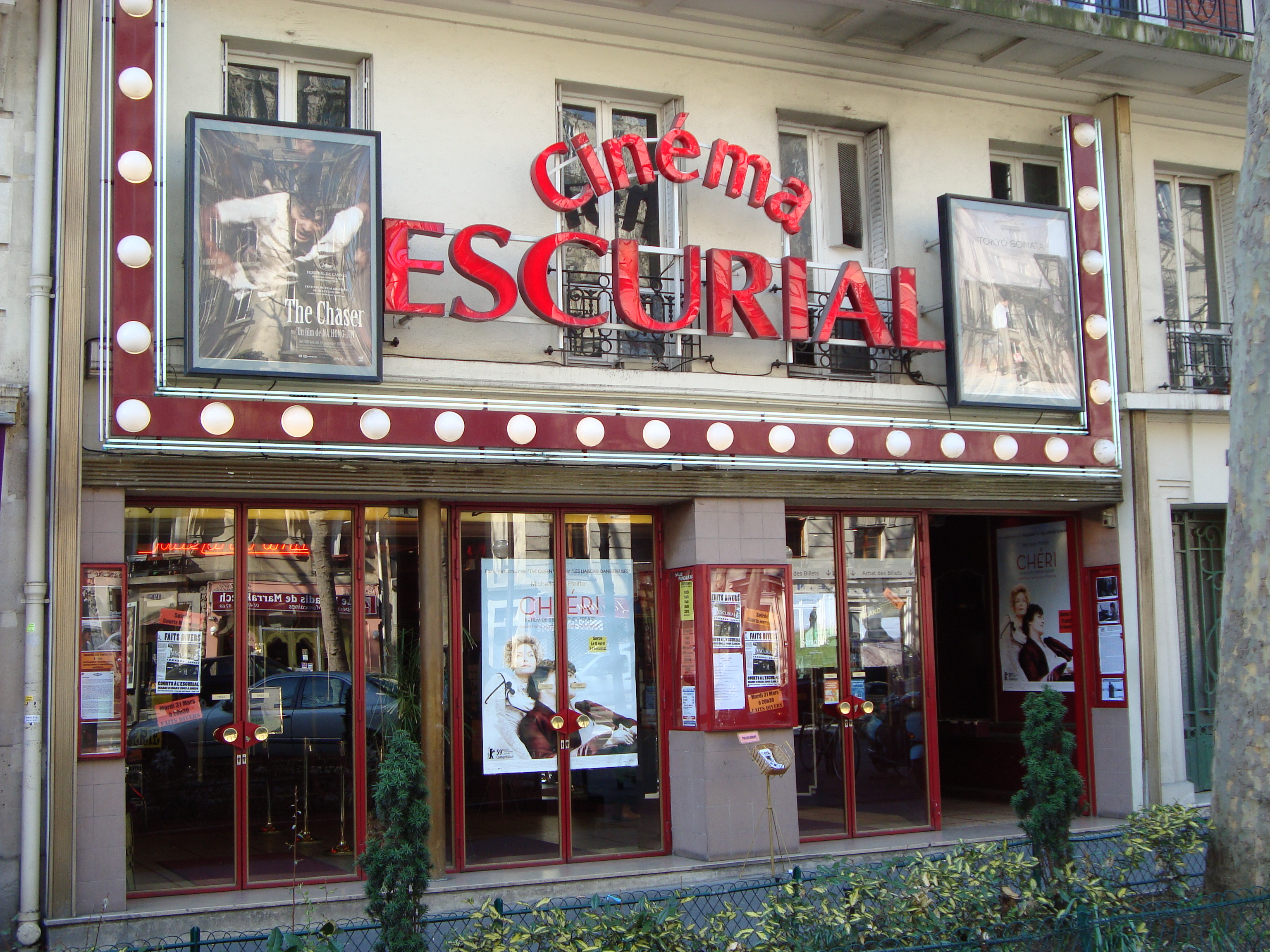
L'Escurial en 2009.
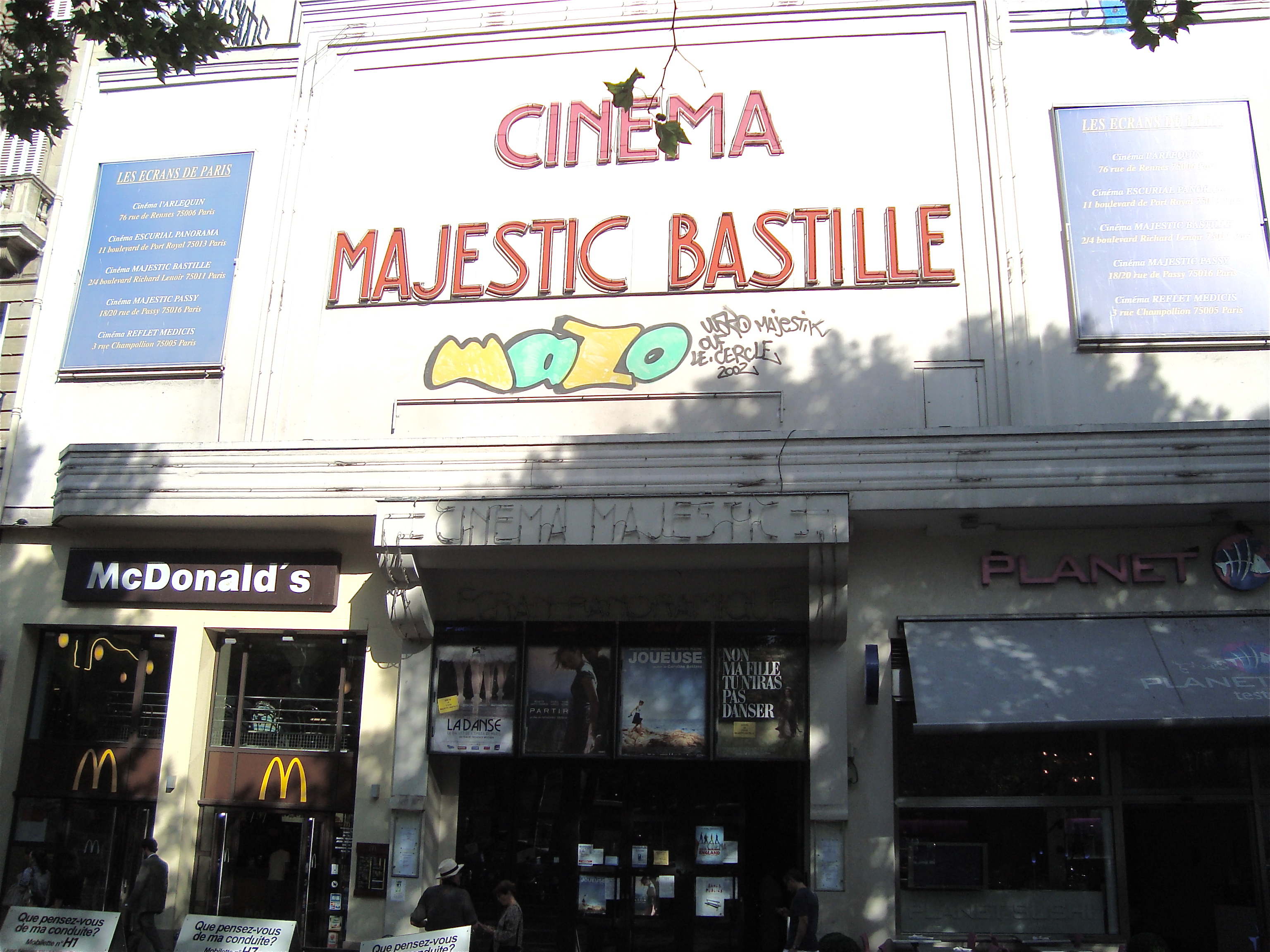
Le Majestic Bastille en 2009.
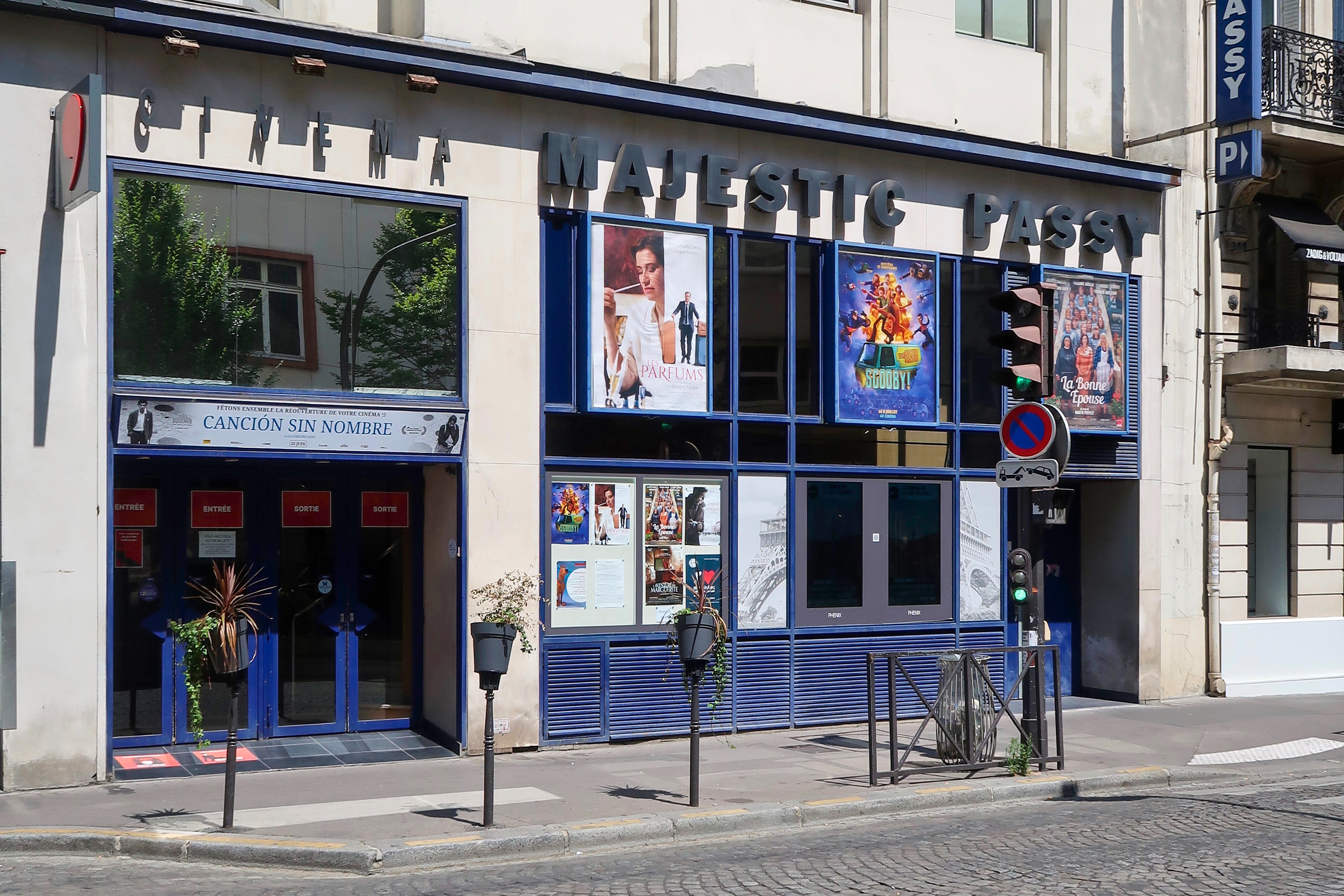
Le Majestic Passy en 2020.

## Ciné-clubs
En 2022, lors du lancement de la saison culturelle Kaléidoscope, plus d'une dizaine de ciné-clubs récurrents sont dévoilés.

### Tonnerre: salles obscures, éclairages féministes
Un rendez-vous mensuel ciné et féministe proposé par Elvire Duvelle-Charles et Dulac Cinémas au Majestic Bastille (Paris 11e). Un jeudi par mois, le ciné-club propose un film écrit et/ou réalisé par une femme, suivi d’une discussion avec cette dernière et une experte venue pour apporter un éclairage féministe.

### 35 mm, mon amour
Un rendez-vous au cinéma L’Escurial exclusivement dédié à la pellicule et imaginé au côté de Kévin Elarbi, comédien, réalisateur, conférencier et auteur de Ma folle histoire du cinéma.
Celui-ci présente au public chaque mois un film culte, dans un format bien particulier, le 35 mm. L’occasion de revenir sur ce qui fait la spécificité du film et de ce format, mais aussi sur l’histoire du cinéma. Un échange pour redécouvrir l’influence des grands cinéastes sur le cinéma d’aujourd’hui.

### Hommage auXXIesiècle
Le ciné-club de François Bégaudeau à L'Arlequin : les films projetés et analysés dans le cadre de ce ciné-club ne sont pas liés par une thématique, une couleur politique, un genre, un courant, une région du globe, une option formelle. Seule les rassemble l’hypothèse, largement contre-intuitive, que ce premier quart de siècle constitue une période faste de l’histoire du cinéma. Ainsi les deux décennies, qui ont vu le cinéma destitué par le streaming, ont aussi vu advenir quantité de cinéastes mis à l'honneur dans ce ciné-club.